# جان پل جونز (موسیقی‌دان)
جان بالوین (زاده ۳ ژانویه ۱۹۴۶) که با نام جان پل جونز (به انگلیسی: John Paul Jones) شناخته می‌شود، نوازنده چند-سازه، آهنگساز، ترانه‌نویس و تهیه‌کننده اهل انگلستان است. وی عموماً به عنوان نوازنده گیتار بیس گروه لدزپلین شناخته می‌شود و همزمان نوازنده کیبورد و همچنین یکی از آهنگسازان گروه بود که پس از لدزپلین نیز فعالیت خود را به صورت انفرادی ادامه داد. جونز که همواره جزء برترین نوازندگان تاریخ گیتار بیس جای گرفته‌است یکی از بهترین نوازندگان بیس گیتار تمام بریتانیا قبل از پیوستن به گروه لد زپلین بود و بعد از پیوستن به لد زپلین به یکی از اعضای کلیدی این گروه تبدیل شد.
نوازندگان بیس گیتار بسیاری تحت تأثیر جان پل جونز بوده‌اند از جمله: John Deacon of Queen, Geddy Lee of Rush, Steve Harris of Iron Maiden , Flea of Red Hot Chili Peppers, Gene Simmons of Kiss, Krist Novoselic of Nirvana
جان پل جونز با تمام اهمیتی که در موسیقی راک دارد همواره در سایه شهرت رابرت پلنت و جیمی پیج قرار داشت تا جایی که نشریه Paste Magazine در فهرست دست کم گرفته شده‌ترین نوازندگان گیتار بیس جهان او را در مقام اول قرار داده‌است.
از فیلم‌هایی که وی در آن‌ها نقش داشته است، می‌توان به سلامم را به برود استریت برسانید اشاره نمود.